# Odd
Odd ist ein norwegischer männlicher Vorname, der selten auch in Dänemark und Schweden vorkommt. Die isländische Form des Namens ist Oddur.

## Herkunft und Bedeutung
Abgeleitet ist der Name möglicherweise von dem altnordischen oddr mit der Bedeutung „Spitze eines Schwertes“.

## Namensträger

### Form Odd
- Odd Arne Almli (* 1971), norwegischer Skeletonsportler
- Odd Bang-Hansen (1908–1984), norwegischer Schriftsteller und Journalist
- Odd Bohlin Borgersen (* 1980), norwegischer Eisschnellläufer
- Odd Einar Dørum (* 1943), norwegischer Politiker
- Odd Roger Enoksen (* 1954), norwegischer Politiker
- Odd Eriksen (1955–2023), norwegischer Politiker
- Odd Grette (* 1952), norwegischer Skispringer
- Odd Hassel (1897–1981), norwegischer Chemiker
- Odd-Bjørn Hjelmeset (* 1971), norwegischer Skilangläufer
- Odd Harald Hovland (* 1962), norwegischer Politiker
- Odd Emil Ingebrigtsen (* 1964), norwegischer Politiker
- Odd Lirhus (* 1956), norwegischer Biathlet und Biathlontrainer
- Odd Martinsen (* 1942), norwegischer Skilangläufer
- Odd Nansen (1901–1973), norwegischer Architekt und Philanthrop
- Odd Nerdrum (* 1944), norwegischer Maler
- Odd Nordstoga (* 1972), norwegischer Musiker, Sänger und Komponist
- Odd Riisnæs (* 1953), norwegischer Jazz-Saxophonist und Pianist
- Odd Sagør (1918–1993), norwegischer Politiker
- Odd Børre Sørensen (1939–2023), norwegischer Sänger Odd Børre

### Form Oddur
- Oddur Björnsson (1932–2011), isländischer Dramatiker und Theaterregisseur
- Oddur Einarsson (1559–1630), isländischer evangelischer Bischof
- Oddur Gottskálksson (1495/1497–1556), isländischer Sysselmann
- Oddur Grétarsson (* 1990), isländischer Handballspieler